# Илијово
Илијово (мкд. Илиово) је насеље у Северној Македонији, у источном делу државе. Илијово је у саставу општине Делчево.

## Географија
Илијово је смештено у источном делу Северне Македоније. Од најближег града, Делчева, насеље је удаљено 20 km западно.
Насеље Илијово се налази у историјској области Пијанец. Насеље се развило на севеозападним падинама планине Голак, док северно од њега протиче река Брегалница. Надморска висина насеља је приближно 610 метара. 
Месна клима је континентална.

## Становништво
Илијово је према последњем попису из 2002. године имало 127 становника.
Претежно становништво у насељу су етнички Македонци (100%).
Већинска вероисповест месног становништва је православље.